# Herbatnik

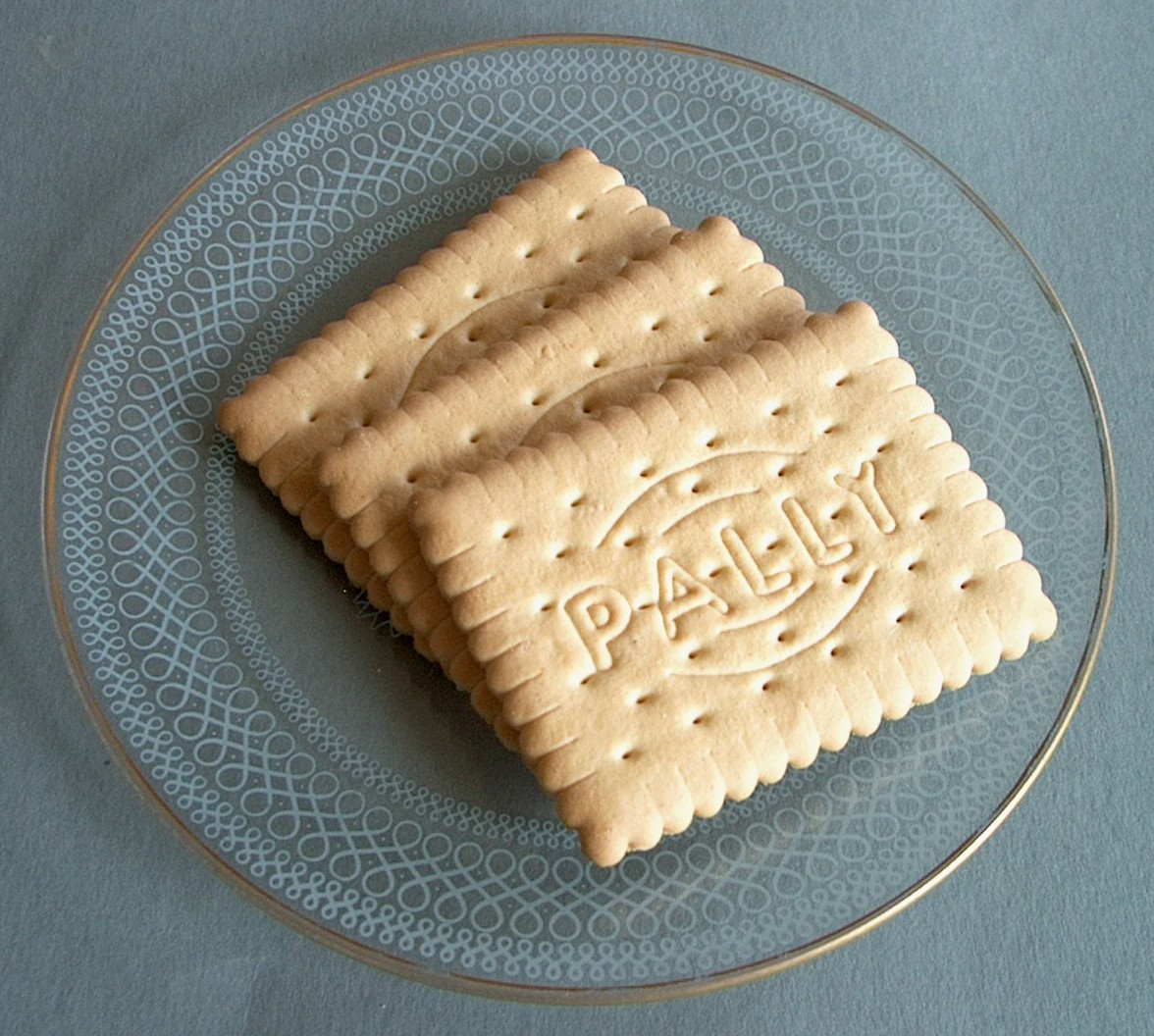
Klasyczna forma herbatników

Herbatnik – pieczony produkt konsumpcyjny, posiadający formę małych i twardych, czasami słodzonych ciasteczek na bazie mąki, tłuszczu (np. masła), cukru i środków spulchniających.

## Typy, rodzaje i odmiany herbatników
Herbatniki to rodzaj pieczywa cukierniczego trwałego, o strukturze drobnoporowatej lub wielowarstwowej, z ciasta nielaminowanego lub laminowanego na bazie mąki, tłuszczu (np. masła), cukru  i środków spulchniających wzbogaconego dodatkami smakowo-zapachowymi. 
Wyróżnia się dwa typy herbatników: laminowane i nielaminowane, które dzielą się na dwa rodzaje: przekładane i nieprzekładane nadzieniem. Wśród herbatników przekładanych nadzieniem wyróżnia się następujące odmiany ze względu na nadzienie: cukrowo-tłuszczowe, pralinowe, z jąder nasion oleistych. Herbatniki laminowane nieprzekładane dzielą się na: cukrowe, mało cukrowe i bezcukrowe, a nielaminowane na cukrowe, cukrowo-biszkoptowe, mało cukrowe i bezcukrowe. Jedną z odmian herbatników laminowanych są krakersy.

## Nazwa
W języku polskim wyraz „herbatnik” podchodzi od słowa „herbata”, jako że herbatniki wraz z napojem herbacianym bywają serwowane podczas niezobowiązujących spotkań towarzyskich. Wypiek ten znany jest w całej Europie, pod następującymi nazwami: śr. wł. biscotti, fr. bescuit, niem. Zwieback, nider. bisquit, hiszp. galleta.

### Brytyjskibiscuiti amerykańskicookie
W języku angielskim słowo biscuit odnosi się do dwóch różnych produktów – w amerykańskiej odmianie języka angielskiego biscuit oznacza mały, miękki wypiek, przypominający scone, natomiast w brytyjskiej odmianie języka angielskiego biscuit to herbatnik. Różnica w znaczeniu związana jest z etymologią słowa biscuit.
Średniofrancuskie słowo bescuit oznacza „dwa razy gotowane”. Nazwa ta nawiązuje do sposobu ich przyrządzania – ciastka były pierwotnie wytwarzane w dwukrotnym  procesie obróbki termicznej: najpierw pieczone, a następnie suszone w „wolnym piecu”. Termin ten został adaptowany do języka angielskiego w XIV wieku. Słowo bisquite w średnioangielskim oznaczało twardy, dwa razy pieczony produkt.
Od ok. 1703 roku twarde ciastko podobne do herbatnika nazywano w języku niderlandzkim koekje, co jest zdrobnieniem słowa koek (ciastko). Może to być związane z rosyjskim lub ukraińskim tłumaczeniem, gdzie nazwę ciasteczek do herbaty, biszkoptów, tłumaczono jako biscuit.
Różnica między wtórnym holenderskim słowem a tym pochodzenia łacińskiego wynika z różnych technologii pieczenia ciasta – herbatników i biszkoptów. Ponadto, biscuit to również rodzaj piernika, jakim są herbatniki imbirowe.

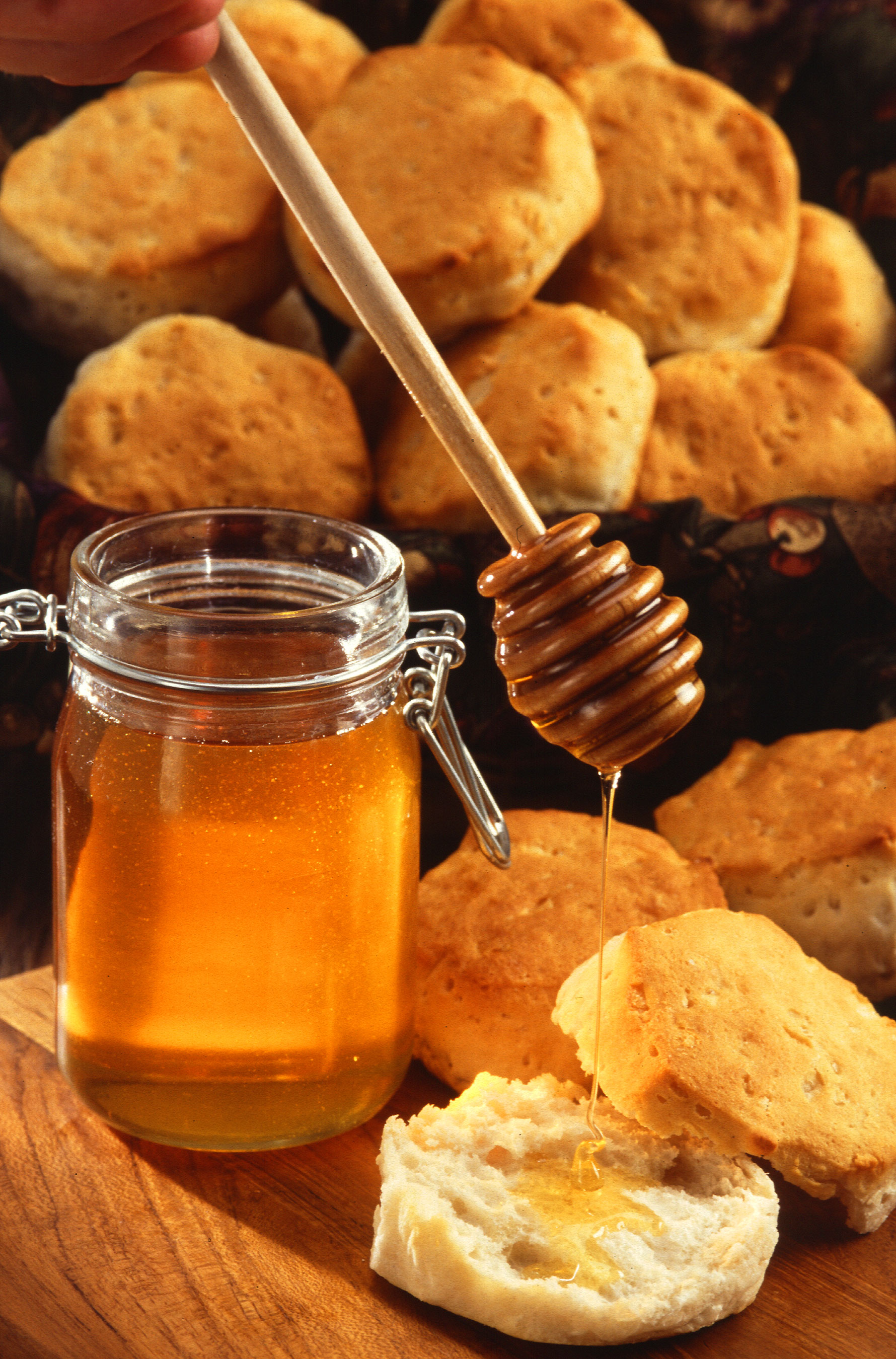
Biscuit (bread) – chlebek znany w kuchni południowych Stanów Zjednoczonych

Kiedy Europejczycy zaczęli emigrować do Stanów Zjednoczonych, doszło do kolizji znaczeniowej. Takie samo określenie oznaczało różniące się produkty w zależności od grupy etnicznej. Dla ujednoznacznienia, po amerykańskiej wojnie o niepodległość przeciw Brytyjczykom, przyjęto w amerykańskiej wersji języka angielskiego słowo cookie, dla odróżnienia od maleńkich chlebków wypiekanych na zaczynie, bardzo popularnych w południowych stanach USA, które pozostały przy swojej zwyczajowej nazwie biscuit.

## Składowa racji żywnościowych
Walory odżywcze, oraz łatwość przechowywania i przenoszenia, oraz długotrwałość przydatności do spożycia, sprawiły, że herbatnik stał się rodzajem żywności przydatnym na długich trasach, w szczególności na morzu.
Podczas wojny z hiszpańską Armadą w 1588 roku, dzienna dieta na pokładzie angielskiego statku Royal Navy przewidywała herbatniki plus 1 galon piwa. Za panowania królowej Wiktorii, herbatniki nadal stanowiły ważną część żeglarskiej diety, lecz były już produkowane przez specjalistyczne maszyny. W 1814 herbatniki w diecie żeglarskiej zastąpiła żywność konserwowana. Konserwy z wołowiny w puszkach zostały oficjalnie wprowadzone do Royal Navy w 1847 roku jako racje żywnościowe, redukując podstawową w tym zakresie, dotychczasową rolę herbatników.